# Orrtjärnen (Råneå socken, Norrbotten, 736615-177306)
Orrtjärnen är en sjö i Bodens kommun i Norrbotten och ingår i Råneälvens huvudavrinningsområde. Sjön har en area på 0,269 kvadratkilometer och ligger 139,8 meter över havet.

## Delavrinningsområde
Orrtjärnen ingår i det delavrinningsområde (736420-177451) som SMHI kallar för Utloppet av Storträsket. Medelhöjden är 158 meter över havet och ytan är 32,04 kvadratkilometer. Det finns ett avrinningsområde uppströms, och räknas det in blir den ackumulerade arean 58,37 kvadratkilometer. Mörtträskbäcken (Remån) som avvattnar avrinningsområdet har biflödesordning 3, vilket innebär att vattnet flödar genom totalt 3 vattendrag innan det når havet efter 73 kilometer. Avrinningsområdet består mestadels av skog (64 procent) och sankmarker (23 procent). Avrinningsområdet har 2,31 kvadratkilometer vattenytor vilket ger det en sjöprocent på 7,2 procent.